# Gare de Bannalec
Gare de Bannalec – stacja kolejowa w Bannalec, w departamencie Finistère, w regionie Bretania, we Francji.
Została otwarta w 1863 przez Compagnie du chemin de fer de Paris à Orléans (PO). Jest przystankiem kolejowym Société nationale des chemins de fer français (SNCF), obsługiwanym przez pociągi TER Bretagne kursujące między Brest i Quimper.

## Położenie
Znajduje się na wysokości 86 m n.p.m., na 653,987 km linii Savenay – Landerneau, pomiędzy stacjami Quimperlé i Rosporden.